# Rézentières
Rézentières – miejscowość i gmina we Francji, w regionie Owernia-Rodan-Alpy, w departamencie Cantal.
Według danych na rok 1990 gminę zamieszkiwało 129 osób, a gęstość zaludnienia wynosiła 10 osób/km² (wśród 1310 gmin Owernii Rézentières plasuje się na 715. miejscu pod względem liczby ludności, natomiast pod względem powierzchni na miejscu 700.). Dane z 2008 roku wskazują na to, że w regionie żyje o 2 osoby mniej, tj. 127 osób.